# Renaud Connen
Renaud Connen est un footballeur français né le 21 mars 1980 à Melun. 
Il fait 1,73 m pour 73 kg et joue au poste de milieu de terrain.
Ce joueur a disputé 54 matchs en Ligue 1 dont 29 en tant que titulaire sous les couleurs de l'ACA.

## Biographie
En 1994, alors joueur de l'US Moissy-Cramayel, il est finaliste de la Coupe nationale des minimes avec la sélection de la Ligue de Paris-Île-de-France.

## Carrière
- 1995-2000 : AS Monaco  France
- 2000-2005 : AC Ajaccio  France
- 2005-2006 : Grenoble Foot  France
- 2006-2007 : AC Ajaccio  France[2]

## Palmarès
- Champion de D2 en 2002 (AC Ajaccio)